# コヒーレント光

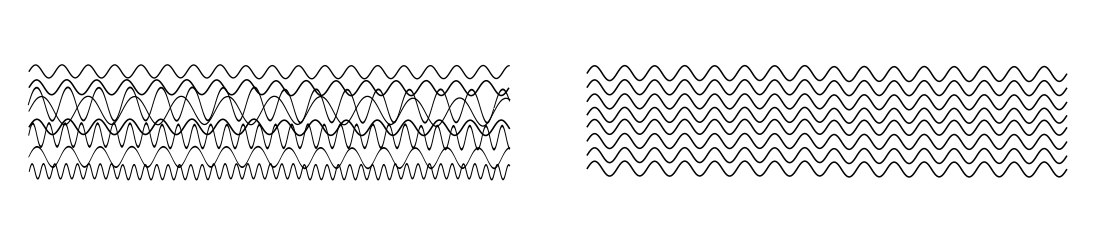
コヒーレント光のイメージ（右側）

コヒーレント光（コヒーレントこう）とは、光束内の任意の2点における光波の位相関係が時間的に不変で一定に保たれていて、任意の方法で光束を分割した後、大きな光路差を与えて再び重ねあわせた場合に完全な干渉性を示す光である。理想的なコヒーレント光は存在しないが、レーザーの出力光はそれに近い光である。
コヒーレント光を重ねあわせた時の光強度は、干渉効果のために一般には単独の光強度の和とは異なる値となる。